# Augsburger Straße (Landsberg am Lech)
Die Augsburger Straße ist eine Straße in Landsberg am Lech, der Kreisstadt des oberbayerischen Landkreises Landsberg am Lech.

## Lage und Gebäude
Die Straße beginnt innerstädtisch am Lech als Verlängerung der Sandauer Brücke. Sie verläuft etwa 600 Meter in nordwestlicher Richtung, wo sie auf den Hindenburgring stößt und anschließend in nordnordwestlicher Richtung für weitere 2 Kilometer innerstädtisch verläuft. Nach dem Ortsausgang behält sie ihren Namen auch anschließend im nachfolgenden Kaufering noch.
Zu Beginn der Augsburger Straße befinden sich sieben Baudenkmäler – zwei Wohnhäuser, ein ehemaliges Bauernhaus und eine Haustür sowie die Katholische Friedhofskirche Zur Hl. Dreifaltigkeit und dazugehörig das Mesnerhaus und der Dreifaltigkeitsfriedhof inklusive Aussegnungshalle –, die in der Bayerischen Denkmalliste eingetragen sind.

## Galerie

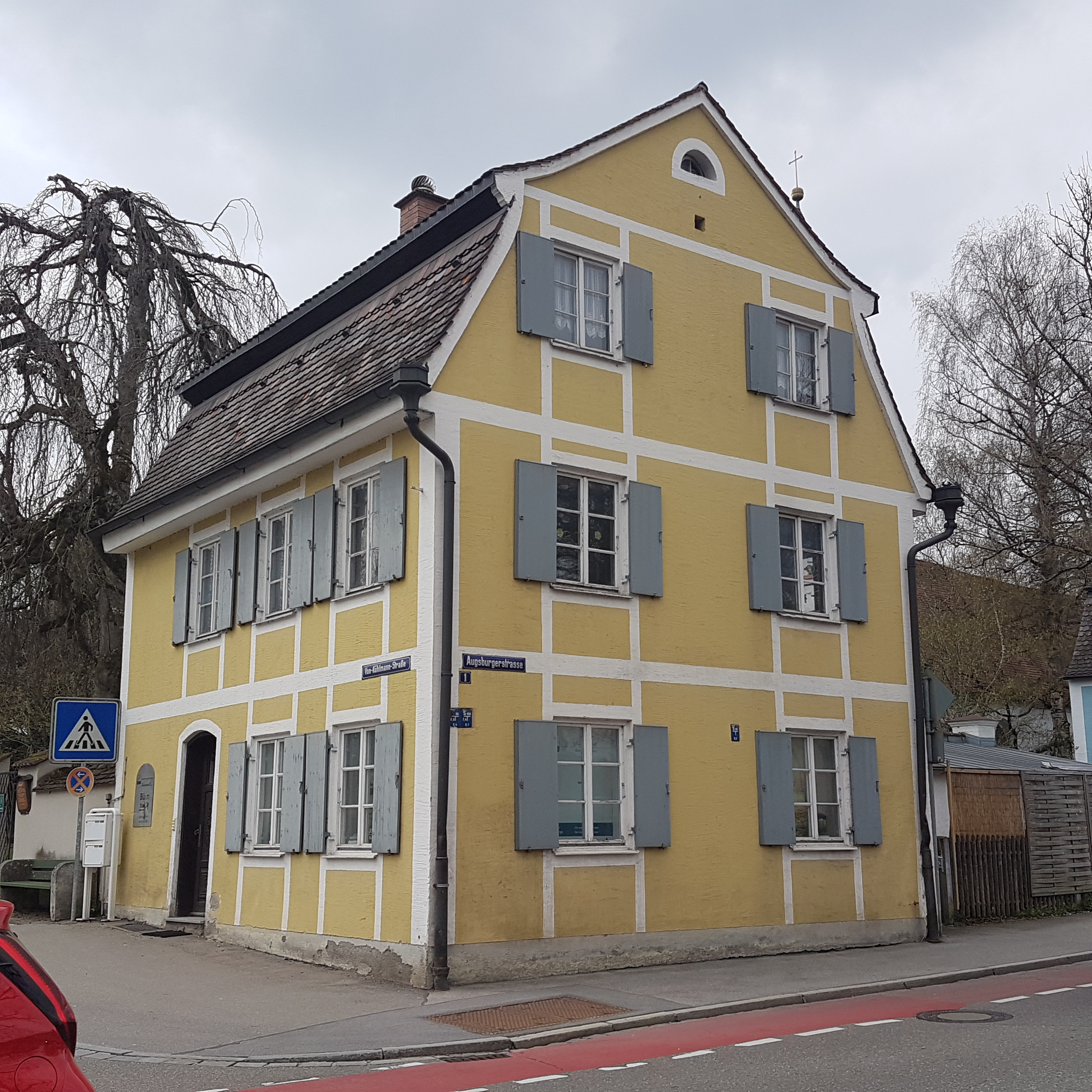
Wohnhaus Augsburger Straße 1
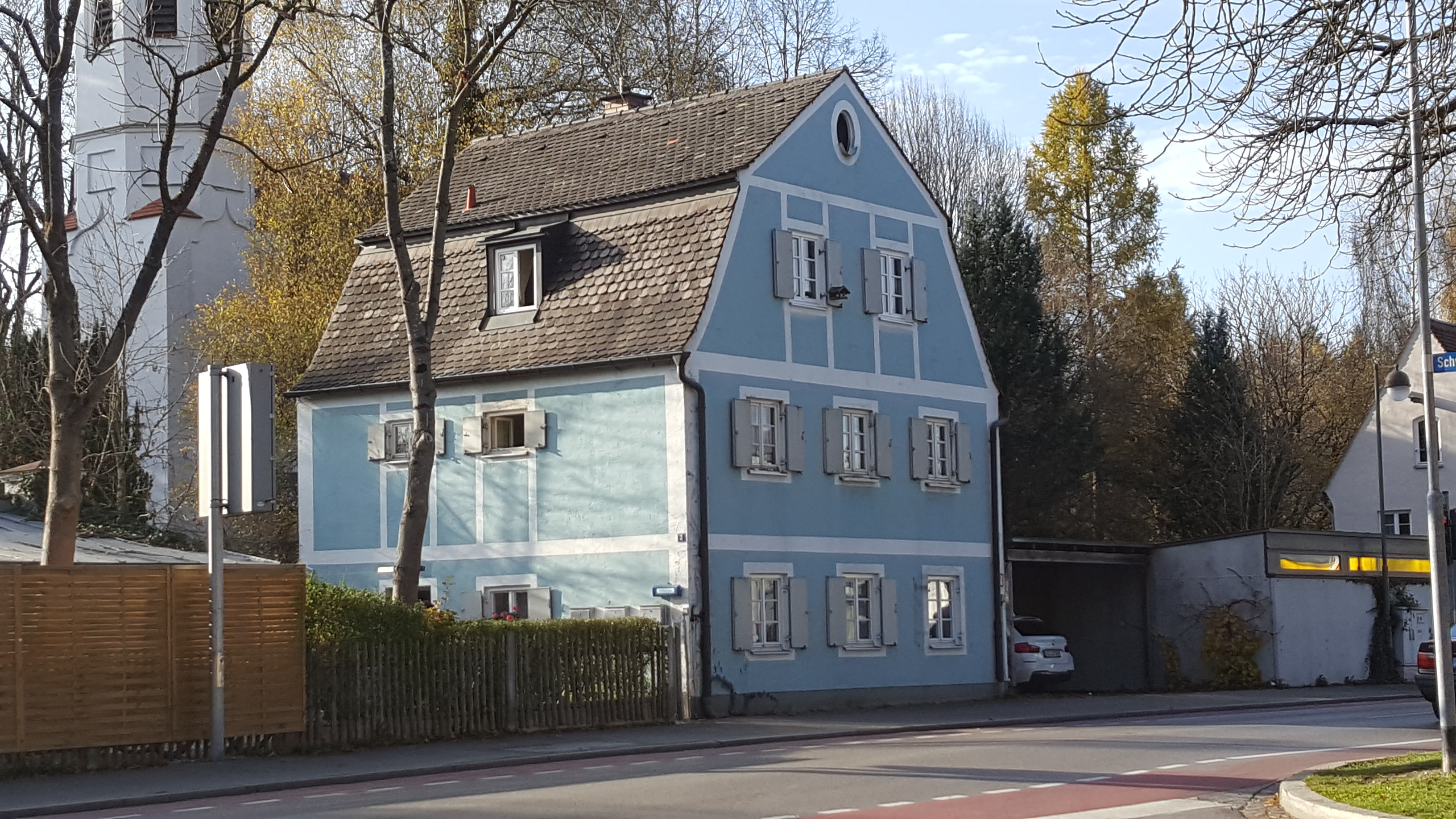
Wohnhaus Augsburger Straße 3
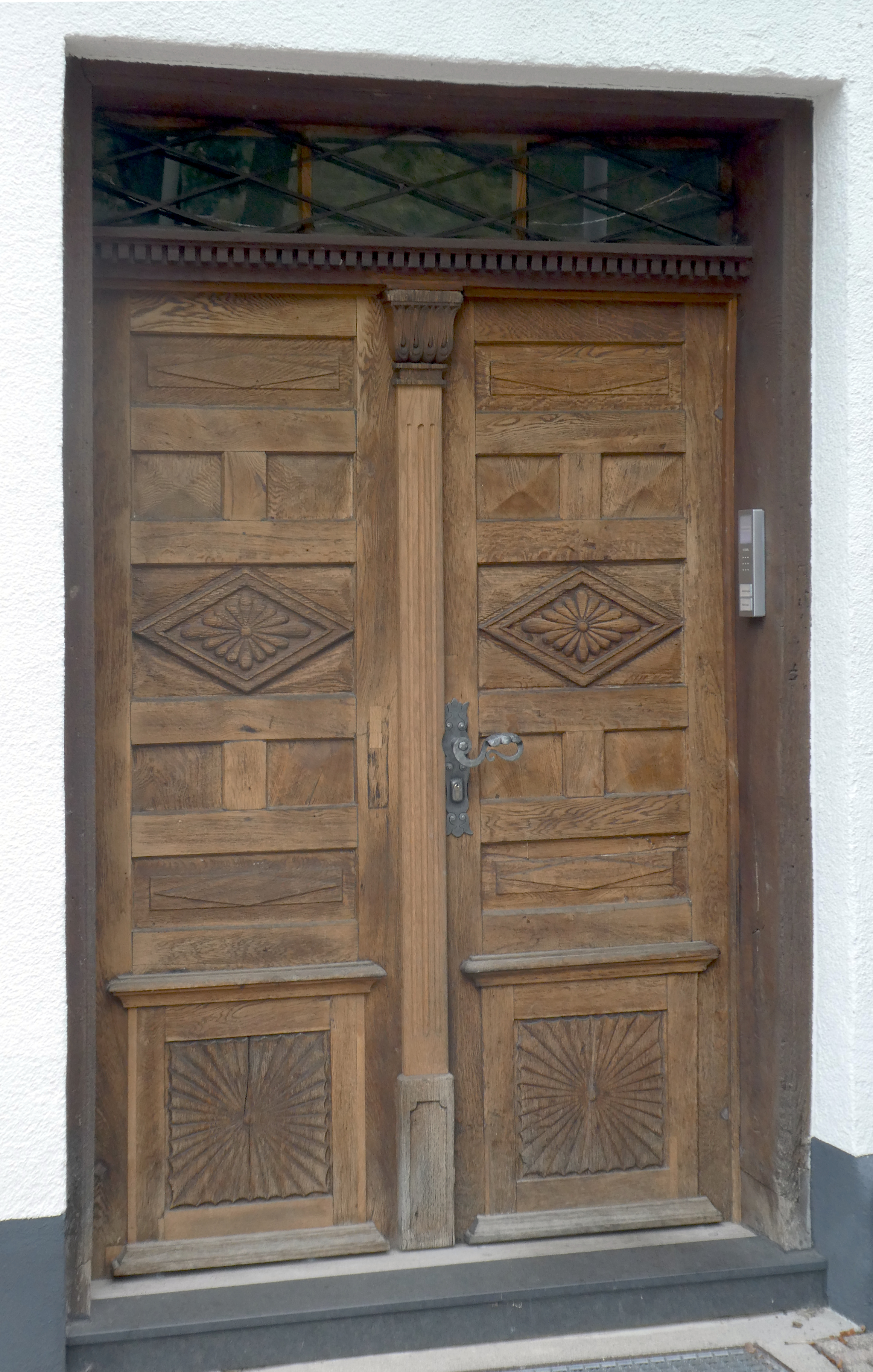
Haustür Augsburger Straße 4
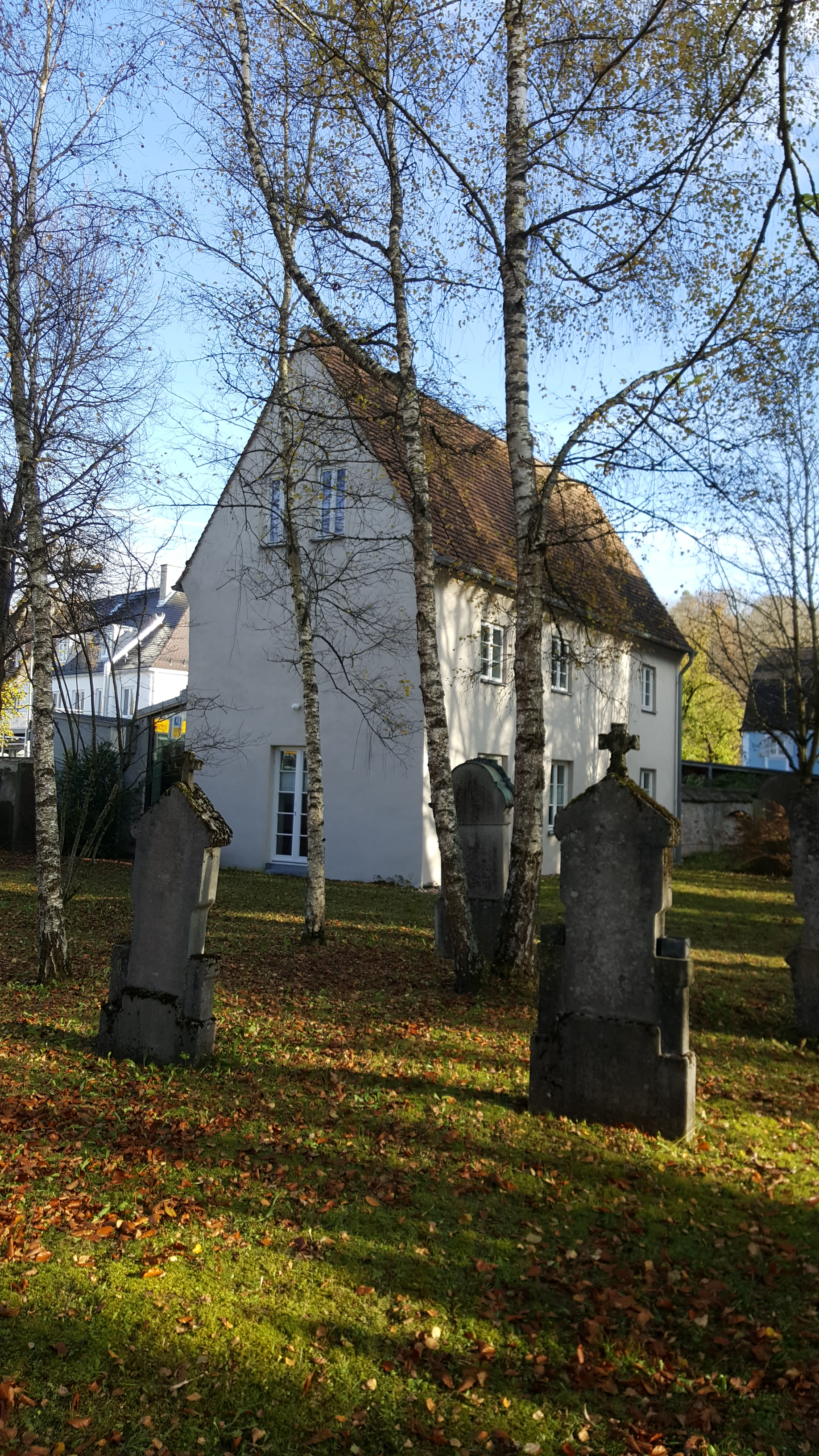
Mesnerhaus der Dreifaltigkeitskirche, Augsburger Straße 5
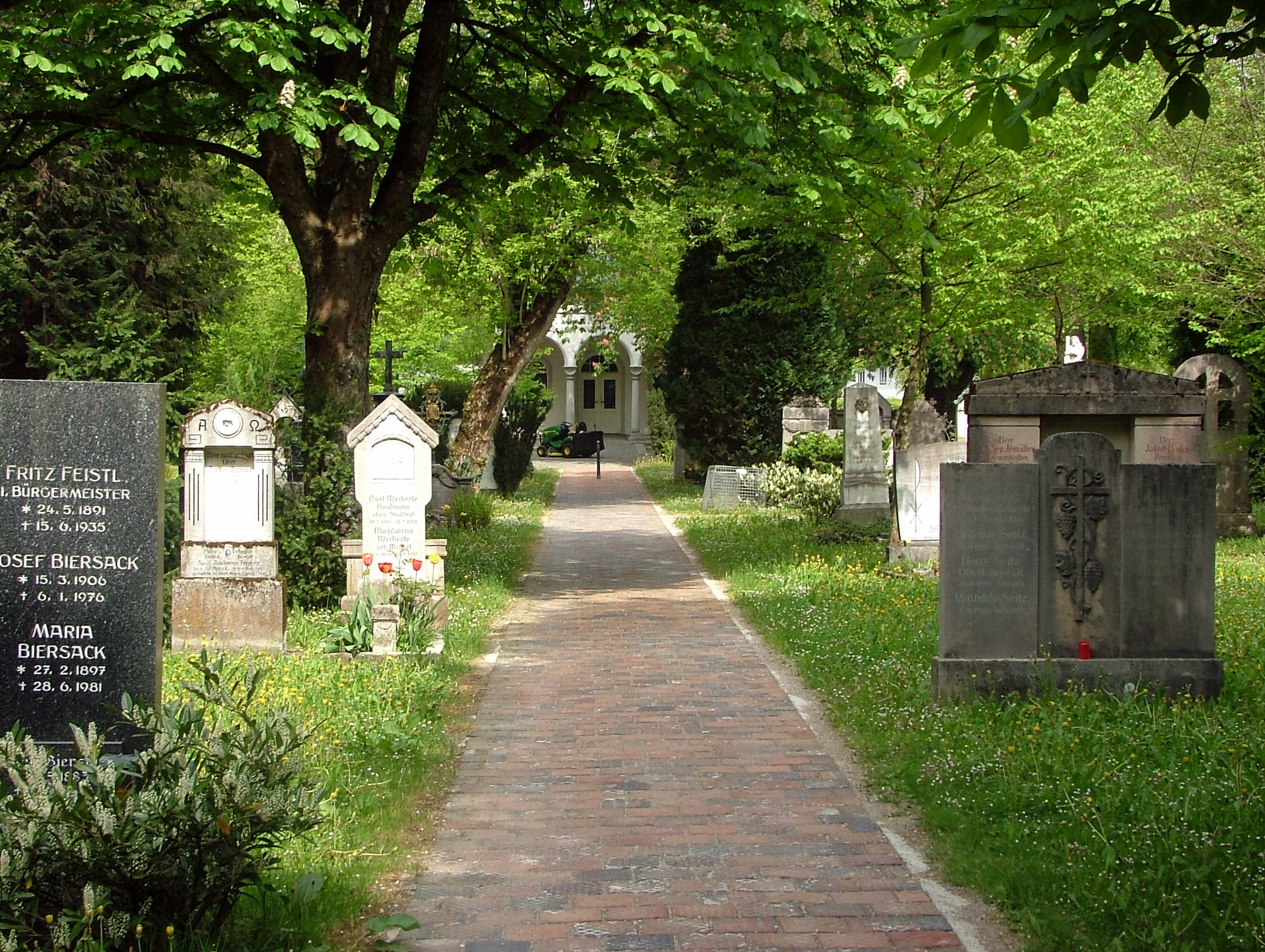
Dreifaltigkeitsfriedhof
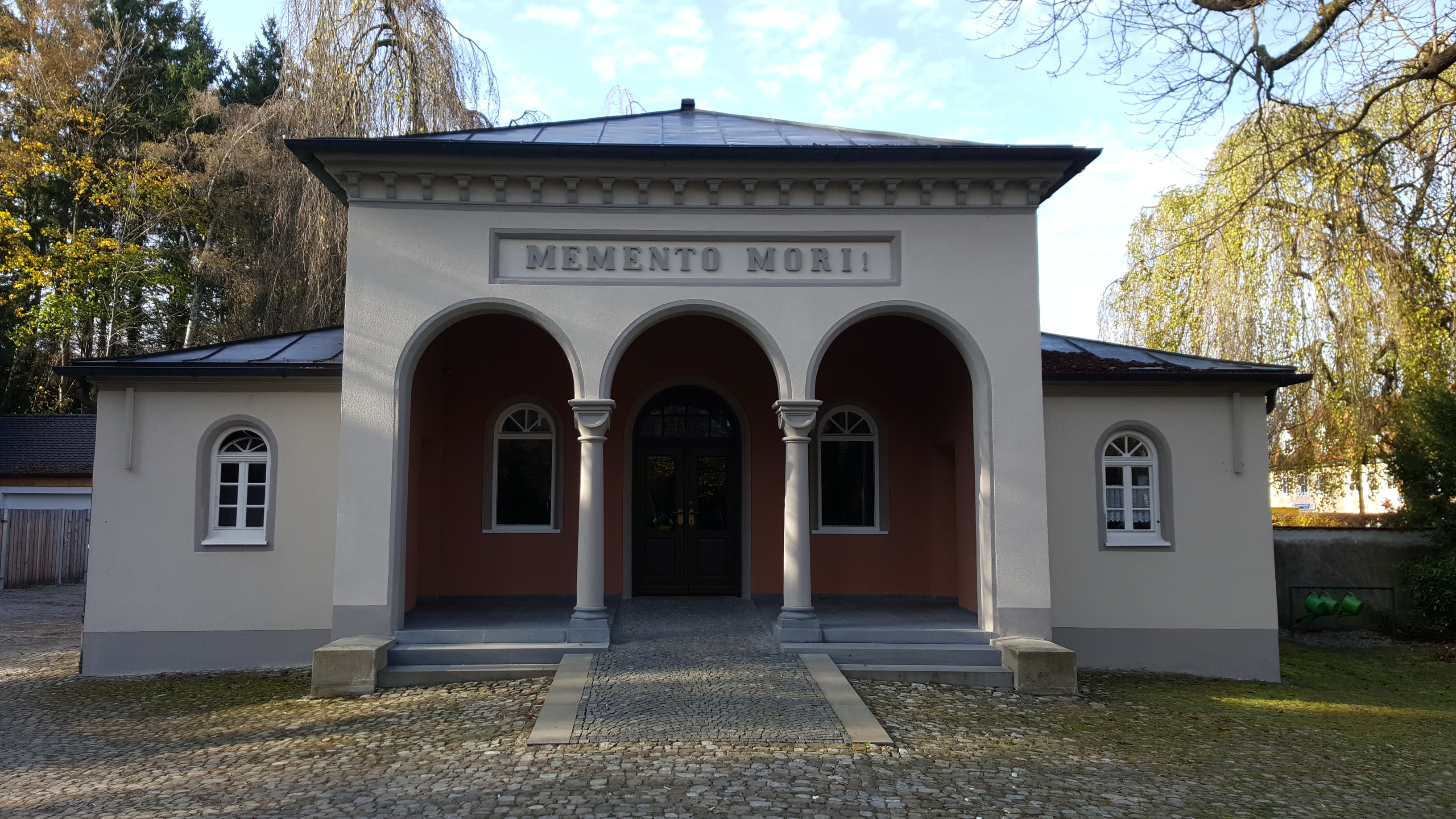
Aussegnungshalle des Dreifaltigkeitsfriedhofs
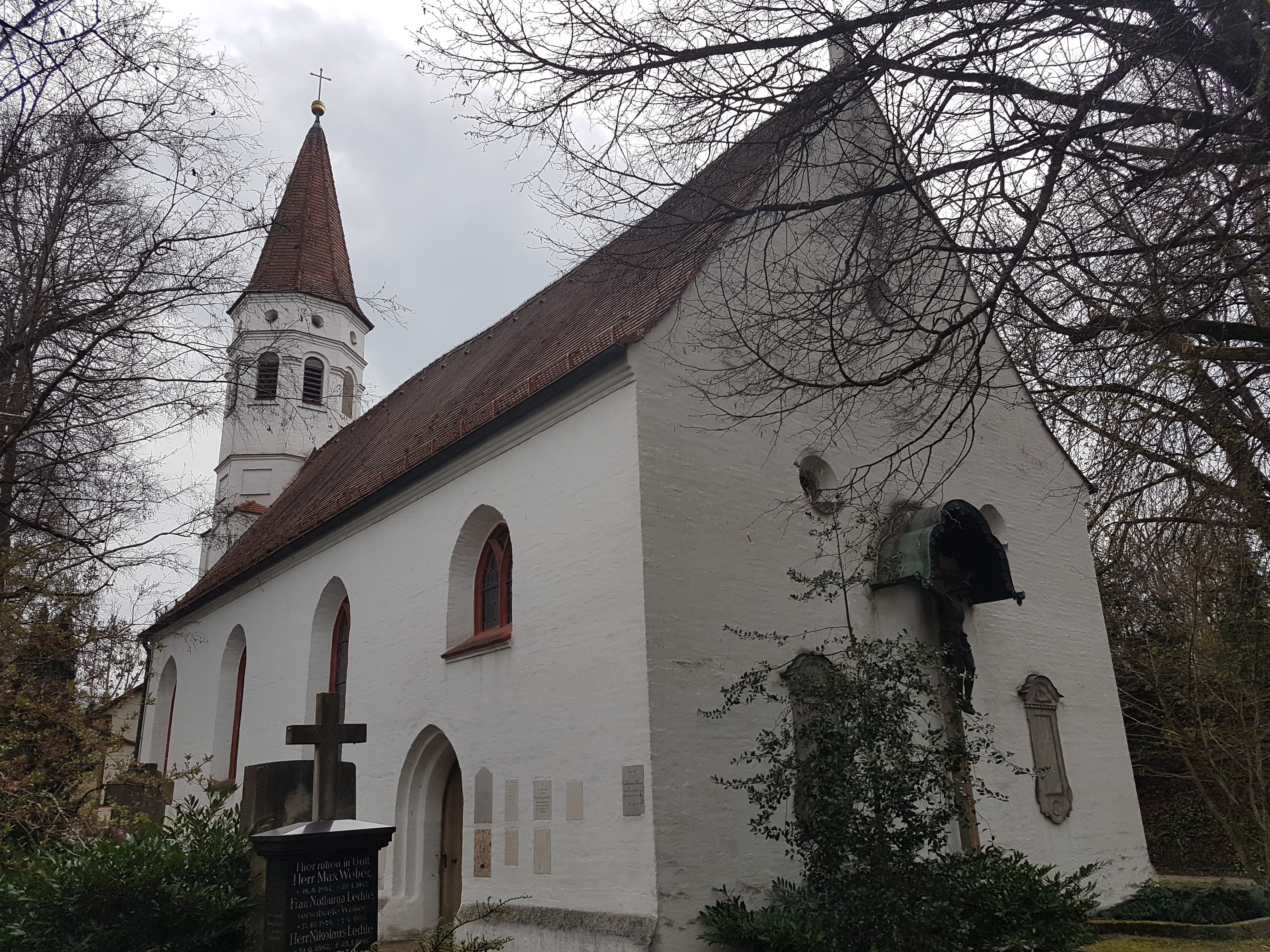
Katholische Friedhofskirche Zur Hl. Dreifaltigkeit
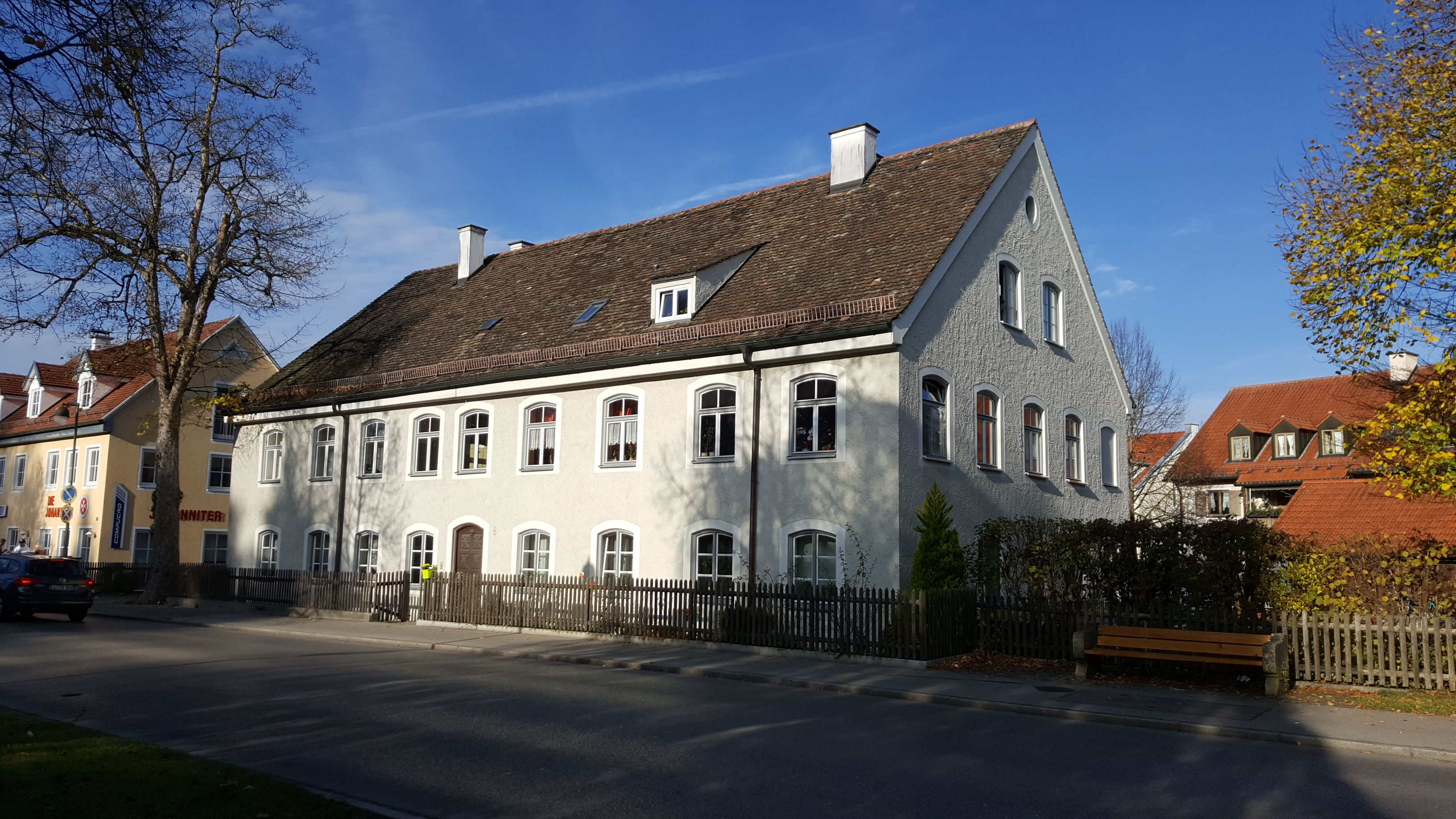
Ehemaliges Bauernhaus, Augsburger Straße 8